# Rhoicissus
Rhoicissus es un género de plantas de la familia de la vid (Vitaceae). Comprende aproximadamente 30 especies.

## Especies seleccionadas
- Rhoicissus capensis
- Rhoicissus cirrhiflora
- Rhoicissus cuneifolia
- Rhoicissus digitata
- Rhoicissus dimidiata